# Agnieszka Labus
Agnieszka Marzena Labus (ur. 17 lutego 1986 w Bytomiu) – polska badaczka i architektka, doktor nauk technicznych w zakresie architektury i urbanistyki o specjalności planowanie przestrzenne na Politechnice Śląskiej.
Jest adiunktką naukowo-badawczą na Wydziale Architektury Politechniki Śląskiej. W 2016 roku założyła i jest prezeską Fundacji Laboratorium Architektury 60+ (LAB 60+) W latach 2017–2019 pełniła funkcję dyrektorki Centrum Innowacji i Transferu Technologii Politechniki Śląskiej (CITT).

## Życiorys
W 2009 roku ukończyła architekturę i urbanistykę na Politechnice Śląskiej, a w 2013 roku uzyskała na tej samej uczelni stopień doktor nauk technicznych na podstawie rozprawy „Starzejące się społeczeństwa europejskie XXI wieku w koncepcjach odnowy miejskiej”. Jest adiunktem na Wydziale Architektury Politechniki Śląskiej.
Jako pierwsza w Polsce podjęła dyskurs naukowy dotyczący koncepcji odnowy miast europejskich w XXI wieku jako miejsca przyjaznego ludziom starszym, co posłużyło do opracowania zagadnień przestrzennych w pierwszym w Polsce dokumencie strategicznym dla regionu małopolskiego.
Jest autorką wielu artykułów z dziedziny polityki miejskiej, rewitalizacji w kontekście zmian demograficznych, typów zabudowy mieszkaniowej dla osób starszych w szczególności starzenia się społeczeństwa (około 150 publikacji naukowych), autorką monografii napisanej na podstawie rozprawy doktorskiej „Starzejące się społeczeństwa europejskie XXI wieku w koncepcjach odnowy miejskiej” (2014), którą obroniła w wieku 27 lat oraz współautorką poradnika dla gmin „Srebrna Gospodarka szansą dla Małopolski”, redaktorką książki „Ulica Dostępna”. Była ekspertką międzynarodowego projektu poświęconego zmianom demograficznym w Europie Środkowej.
Jest ekspertką Rady ds. Polityki Senioralnej przy Kancelarii Prezesa Rady Ministrów w latach 2024–2026. 
Koordynowała wdrożenie pierwszego w Polsce Domu Wielopokoleniowego w Łodzi oraz konsultowała projekty międzypokoleniowe i senioralne. 
Laureatka Nagrody Naukowej „Polityki” w 2014 roku w kategorii Nauki Humanistyczne oraz stypendium Fundacji na rzecz Nauki Polskiej w programie „START 2015” i wielu innych wyróżnień (uhonorowana m.in. przez MNiSW oraz Ambasadę Francji). Jest członkinią Polskiego Towarzystwa Gerontologicznego oraz Europejskiej sieci COST (TN1021) genderSTE Working Group 3 (Cities, Energy, Climat Change, Transport).
Odbyła staże naukowe w Wielkiej Brytanii na Uniwersytecie Westminster w Londynie oraz Uniwersytecie Edynburskim oraz na Politechnice w Madrycie. Uczestniczka 9-tygodniowego stażu na Uniwersytecie Kalifornijskim w Berkeley w ramach największego rządowego programu dotyczącego komercjalizacji wyników badań MNiSW TOP 500 Innovators.